# Stryphnodendron harbesonii
Stryphnodendron harbesonii là một loài loài thực vật họ Đậu (Fabaceae).
Loài này chỉ có ở Philippines.
Chúng hiện đang bị đe dọa vì mất môi trường sống.